# 瓦拉达拉詹佩泰
瓦拉达拉詹佩泰（Varadarajanpettai），是印度泰米尔纳德邦Ariyalur县的一个城镇。总人口8574（2001年）。

## 人口
该地2001年总人口8574人，其中男性3785人，女性4789人；0—6岁人口1004人，其中男502人，女502人；识字率68.59%，其中男性为71.44%，女性为66.34%。